# Powiat bracławski
Powiat bracławski – dawny powiat; najpierw – od 1596 – województwa bracławskiego w Rzeczypospolitej, a potem – guberni podolskiej pod zaborem rosyjskim. Siedzibą był Bracław.

W pierwszych czasach były tu osady tatarskie, przez Olgierda wyparte. Po ich zniesieniu Koryatowicze objęli rząd tego kraju. Na gruzach osady tatarskiéj założyli główne jakby stołeczne téj krainy miasto Bracław. Pragnęli się oderwać od głównéj krajowéj władzy, lecz byli pokonani przez Witolda.

Pod rozbiorami, w roku 1880, zarządy gmin były w:
1. Grabowcu, Łuce(inne języki), Niemirowie, Rubaniu(inne języki) w dzisiejszym rejonie niemirowskim
2. Peczarze, Chołodowcach(inne języki), Klebaniach, Szpikowie(inne języki), Żurawlowcach(inne języki) w dzisiejszym rejonie tulczyńskim,
3. Obodówce, Sawińcach, Trościańcu w dzisiejszym rejonie trościańskim.